# Lepidisis longiflora
Lepidisis longiflora är en korallart som beskrevs av Addison Emery Verrill 1883. Lepidisis longiflora ingår i släktet Lepidisis och familjen Isididae. Inga underarter finns listade i Catalogue of Life.